# Pholetesor nanus
Pholetesor nanus är en stekelart som först beskrevs av Henry J. Reinhard 1880.  Pholetesor nanus ingår i släktet Pholetesor och familjen bracksteklar. Arten är reproducerande i Sverige. Inga underarter finns listade i Catalogue of Life.